# Mp3PRO
mp3PRO（エムピースリープロ）は音声非可逆圧縮フォーマット。
MP3をベースに音質と圧縮率の向上を図った規格。
Thomson Multimedia（フランス）とCoding Technologies（スウェーデン）が2001年に発表した。なおCoding Technologiesは2007年にドルビー・ラボラトリーズに買収された。
SBR (Spectral Band Replication) という技術を採用し、MP3の128kbpsとほぼ同等の音質を64kbpsで実現している。ちなみにMP3の半分のビットレートで同等の音質と謳ったのはWindows Media Audioの方が先である。
音声データは従来のMP3とSBRの情報を格納した部分に分かれており、従来のMP3対応ハードウェア・ソフトウェアでも低音質ではあるが再生可能である。mp3PRO非対応デバイスではサンプリング周波数が半分になる。同様の技術は後に策定されたHE-AACにも採用された。コンテナフォーマット・拡張子はMP3と全く同一である。
ISO標準であるMPEG-4 AACよりもライセンス料が高く、音質面では高域の伸びを重視し原音再生の正確性を欠いているという声もある。mp3の音質に特に不満のないユーザーが多く、記憶デバイスの大容量化で低ビットレートの需要が少ないこともあってか、ほとんど普及することはなかった。
Nero Burning ROMやCowonのjetAudio、かつてのMUSICMATCH MP3 Jukeboxが対応しているほか、開発元からサンプルエンコーダ/デコーダとWinamp用の再生プラグインが配布されている程度で、対応ソフトウェアは非常に少ない。トムソン傘下のRCAなどから対応ハードウェアもいくつか発売された。